# ホンダ・スカッシュ
スカッシュ (SQUASH) は、本田技研工業がかつて製造販売したオートバイである。

## 車両解説

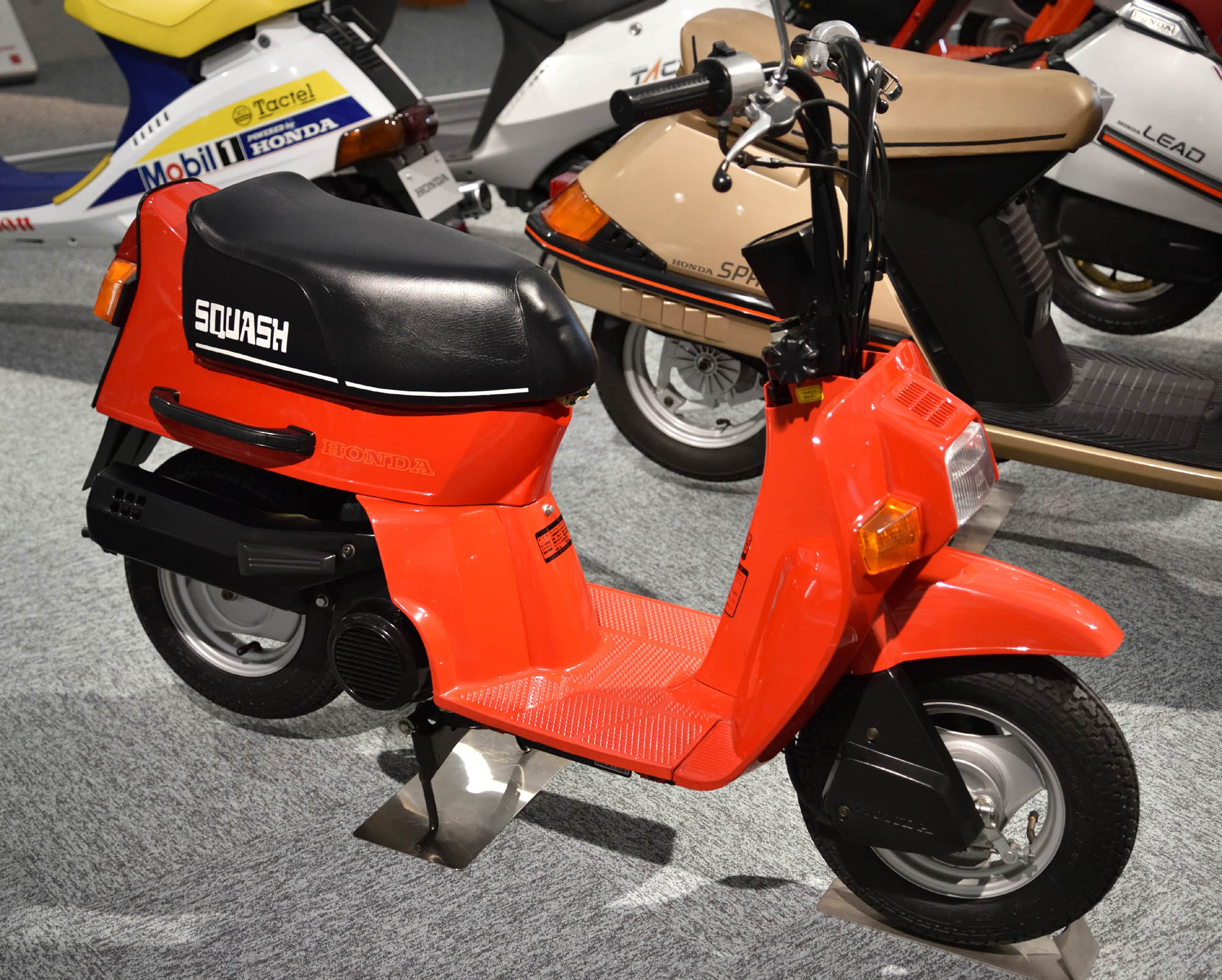
スカッシュ
ホンダコレクションホール所蔵車

1981年10月21日発表、同月22日発売。型式名AB11。モデルコードSC50。排気量49㏄の強制空冷2ストローク単気筒エンジンを搭載し、Vベルトによる動力伝達を行うスクータータイプの原動機付自転車である。
全長x全幅x全高=1,280x610x930（mm）前後ホイール3.00-8というミニサイズがセールスポイントである。ほぼ同時期に発売された、同社製乗用車E-AA型シティの純正オプションとして車載を前提に設計された、AB12型モトコンポと同様に、本車も車載も可能となるようハンドル折り畳み可能なモデルも設定されている。
乾燥重量はキックスターターをもつスタンダードモデルで46kgと、モトコンポよりわずかに重いが、エンジンの最高出力はモトコンポの2.5ps/5,000rpmから3.0ps/6,000rpmへ向上。またCDI点火装置ならびにオートチョークが搭載される。Vベルトによる動力伝達は行うが、同時期に発売されたスクーターが持つ可変プーリーによる無段階変速機構は備えておらず、固定プーリーによる単段となる。
本モデルは月間販売目標台を8,000台とし、以下の3バリエーションならびに標準販売価格を設定した。
- スタンダード：88,000円
- スタンダード（ハンドル折り畳み式）：90,000円
- デラックス（セル付）：98,000円

スタンダード及びスタンダード（ハンドル折り畳み式）の2バリエーションは電装系が6V。デラックス（セル付）は電装系が12Vと異なる。
なお、販売に際して『僕らのスニーカー。おもしろスクーター・スカッシュ。』のキャッチコピーを使用。イメージキャラクターにはタモリが起用された。
カラーバリエーションは、ホワイト・ピンク・レッド・ブラックの4種類。当時としては色が豊富で、特にピンクのものが人気があり、巷で「スカピン」と呼ばれた。
また専用オプションパーツとして、フロントボックス・フロントバスケット・サイドキャリア（テニスラケット搭載用）・リアキャリア・フロアマット（デラックス用／スタンダード用）・シートカバー・ボディカバーの7種と、汎用オプションとしてヘルメット1種の設定があった。中古市場では特にフロントボックス、サイドキャリアが入手困難なため高価になることが多い。